# TCTEX1D4
TCTEX1D4 (англ. Tctex1 domain containing 4) – білок, який кодується однойменним геном, розташованим у людей на 1-й хромосомі. Довжина поліпептидного ланцюга білка становить 221 амінокислот, а молекулярна маса — 23 353.
| 10         |  | 20         |  | 30         |  | 40         |  | 50         |
| ---------- |  | ---------- |  | ---------- |  | ---------- |  | ---------- |
| MASRPLPPGR |  | QEEENAKDSG |  | RKPSPVRPRG |  | CLPSIDEARP |  | AGPGPAPASR |
| RGSMLGLAAS |  | FSRRNSLVGP |  | GAGPGGQRPS |  | LGPVPPLGSR |  | VSFSGLPLAP |
| ARWVAPSYRT |  | EPVPGERWEA |  | ARAQRALEAA |  | LAAGLHDACY |  | SSDEAARLVR |
| ELCEQVHVRL |  | RELSPPRYKL |  | VCSVVLGPRA |  | GQGVHVVSRA |  | LWDVARDGLA |
| SVSYTNTSLF |  | AVATVHGLYC |  | E          |  |            |  |            |

A: Аланін

C: Цистеїн

D: Аспарагінова кислота

E: Глутамінова кислота

F: Фенілаланін

G: Гліцин

H: Гістидин

I: Ізолейцин

K: Лізин

L: Лейцин

M: Метіонін

N: Аспарагін

P: Пролін

Q: Глутамін

R: Аргінін

S: Серин

T: Треонін

V: Валін

W: Триптофан

Кодований геном білок за функцією належить до фосфопротеїнів. 